# Echoes in Rain
Echoes in Rain é um single da cantora irlandesa Enya, lançado em 9 de outubro de 2015 mundialmente pela Warner Music e pela Reprise Records como uma das músicas do álbum Dark Sky Island.

## Composição

Fá sustenido menor

Echoes in Rain tem um otimismo flutuante devido ao ritmo de marcha devido aos instrumentos de corda ostinato e pizzicato. O final da capela multivocal foi comparado ao single Orinoco Flow. A performance de "Echoes in Rain"  é feita em uma escala menor (explicitamente em fá sustenido menor). Os vocais de Enya abrangem 2 oitavas, desde a nota baixa de Si até a nota alta de Mi. A canção inclui uma ponte com o piano, semelhante ao solo de piano de Enya.
As letras descrevem os sentimentos de uma longa viagem para casa, viajando de noite e de dia, com os versículos detalhando como o ambiente e as emoções mudam ao longo da jornada. De acordo com Roma Ryan:

## Atuações ao vivo
Em 13 de dezembro de 2015, Enya fez uma performance surpresa da música no Show de Natal da Universal Studios Japan. Em março de 2016, ela executou a canção em  Live! with Kelly and Michael , e em 7 de abril de 2016 no Prêmio ECHO 2016.

## Letra
Wait for the sun

watching the sky

Black as a crow

night passes by

Taking the stars

so far away

Everything flows

Here comes another new day!

Into the wind

I throw the night

Silver and gold

turning into light

I'm on the road

I know the way

Everything flows

Here comes another new day

Alleluia

Alle-Alle Alleluia

Alleluia

Alleluia

Echoes in rain

drifting in waves

Long journey home

never too late

Black as a crow

night comes again

Everything flows

Here comes another new day!

Alleluia

Alle-Alle Alleluia

Alleluia

Alleluia

Alleluia

Alle-Alle Alleluia

Alleluia

Alleluia

## Lista de temas

### Edição Digital
| N.º | Título               | Duração |  |
| 1.  | "Echoes In The Rain" | 3:35    |  |

### Edição em CD
| N.º | Título                           | Duração |  |
| 1.  | "Echoes In The Rain"             | 6:33    |  |
| 2.  | "Echoes In Rain (Album Version)" | 3:35    |  |
| 3.  | "Echoes In Rain (Radio Edit)"    | 2:58    |  |